# No Man's Land (serie televisiva)
No Man's Land è una serie televisiva franco-belga-israeliana creata da Maria Feldman, Eitan Mansuri, Amit Cohen e Ron Leshem per Arte e Hulu, trasmessa per la prima volta a partire dal 2020.

## Trama
2014. Il parigino Antoine riconosce in un notiziario sulla guerra civile siriana la sorella Anna, rimasta uccisa anni prima in un attentato in Egitto dalle dinamiche mai chiarite, tra le soldatesse dell'Unità di protezione delle donne (YPJ) impegnate nei combattimenti contro l'ISIS. Antoine, che non ha mai accettato la morte di Anna, decide di recarsi in Siria per trovarla, facendo la conoscenza della combattente dell'YPJ Sarya. Parallelamente, tre amici inglesi radicalizzatisi si uniscono alle forze dell'ISIS in quelle stesse zone.

## Episodi
La serie è stata rinnovata per una seconda stagione.
| Stagione       | Episodi | Prima TV Francia | Prima TV Italia |
| -------------- | ------- | ---------------- | --------------- |
| Prima stagione | 8       | 2020             | 2020-2021       |

## Personaggi e interpreti

### Principali
- Antoine Habert (stagione 1), interpretato da Félix Moati e doppiato da Paolo De Santis.
- Anna Habert (stagione 1), interpretata da Mélanie Thierry e doppiata da Gea Riva.
- Sarya Dogan (stagione 1), interpretata da Souheila Yacoub e doppiata da Ilaria Silvestri.
- Nasser Al-Shammri (stagione 1), interpretato da James Krishna Floyd e doppiato da Patrizio Prata.
- Paul Wilkins (stagione 1), interpretato da Dean Ridge e doppiato da Mattia Bressan.
- Iyad Bel Tagi (stagione 1), interpretato da Jo Ben Ayed e doppiato da Andrea La Greca.
- Stanley (stagione 1), interpretato da James Purefoy e doppiato da Massimiliano Lotti.

### Ricorrenti
- Abu Yasser Al-Suri (stagione 1), interpretato da Kamal Cadimi.

Un comandante locale dell'ISIS.
- Eva Haas (stagione 1), interpretata da Enja Sæthren e doppiata da Chiara Francese.

Una dei volontari internazionali dell'YPG.
- Luis Quintero (stagione 1), interpretato da Luke Hornsby e doppiato da Matteo De Mojana.

Uno dei volontari internazionali dell'YPG, è uno scrittore americano.
- Ryan Carson (stagione 1), interpretato da Simon Harrison e doppiato da Ruggero Andreozzi.

Uno dei volontari internazionali dell'YPG, è un ex marine.
- Adar (stagione 1), interpretata da Roda Canıoğlu.

Una comandante dell'YPG.
- Gilia (stagione 1), interpretata da Sonia Okacha.

Una comandante dell'YPG.
- Lorraine (stagione 1), interpretata da Julia Faure e doppiata da Valentina Pollani.

La moglie di Antoine. È una hostess che durante uno scalo in Egitto ha conosciuto Antoine, mentre quest'ultimo era al Cairo per identificare il corpo di Anna.
- Philippe Habert (stagione 1), interpretato da François Caron.

Il padre di Antoine e Anna.
- Marie Habert (stagione 1), interpretata da Céline Samie.

La madre di Antoine e Anna, è una famosa scrittrice che ha pubblicato un romanzo sulla sua morte per metabolizzare il dolore.